# Championnats d'Europe de beach tennis 2014
 (mars 2024).
Si vous disposez d'ouvrages ou d'articles de référence ou si vous connaissez des sites web de qualité traitant du thème abordé ici, merci de compléter l'article en donnant les références utiles à sa vérifiabilité et en les liant à la section « Notes et références ».
Navigation
Édition précédente Édition suivante
Les championnats d'Europe de beach tennis 2014, septième édition des championnats d'Europe de beach tennis, ont eu lieu du 8 au 10 août 2014 à Brighton, au Royaume-Uni. Le double masculin a été remporté par les Italiens Alessandro Calbucci et Marco Garavini, le double féminin par les Italiennes Eva D'Elia et Veronica Visani et le double mixte par les Italiens Luca Cramarossa et Eva D'Elia.